# Tour de France 2011/Fahrerfeld
Bei der Tour de France 2011 gingen insgesamt 198 Radsportprofis in 22 Teams an den Start.

## Legende
- Suspendierung: Ausschluss durch eigenes Team
- Ausschluss: Ausschluss durch die Rennleitung vor Rennbeginn
- Disqualifikation: Ausschluss durch die Rennleitung nach Rennbeginn
- Auszeichnungen nach der Zielankunft:
  - : Etappensieger
  - : Gelbes Trikot für den Gesamtführenden
  - : Grünes Trikot für den Punktbesten
  - : Gepunktetes Trikot für den besten Bergfahrer
  - : Weißes Trikot für den besten Nachwuchsfahrer unter 25 Jahre
  - : Rote Rückennummer für den kämpferischsten Fahrer des Tages
  - : Gelbe Rückennummer für das in der Mannschaftswertung führende Team

## Teilnehmer nach Nationalitäten
| Nr.    | Land                   | Teilnehmer |
| ------ | ---------------------- | ---------- |
| 01     | Frankreich             | 45         |
| 02     | Spanien                | 26         |
| 03     | Belgien                | 15         |
| 03     | Italien                | 15         |
| 05     | Deutschland            | 12         |
| 05     | Niederlande            | 12         |
| 07     | Vereinigte Staaten     | 10         |
| 08     | Russland               | 9          |
| 09     | Australien             | 6          |
| 10     | Dänemark               | 5          |
| 10     | Kasachstan             | 5          |
| 10     | Vereinigtes Königreich | 5          |
| 13     | Slowenien              | 4          |
| 13     | Schweiz                | 4          |
| 15     | Ukraine                | 3          |
| 15     | Polen                  | 3          |
| 17     | Kolumbien              | 2          |
| 17     | Litauen                | 2          |
| 17     | Luxemburg              | 2          |
| 17     | Norwegen               | 2          |
| 17     | Portugal               | 2          |
| 22     | Kanada                 | 1          |
| 22     | Costa Rica             | 1          |
| 22     | Estland                | 1          |
| 22     | Irland                 | 1          |
| 22     | Neuseeland             | 1          |
| 22     | Österreich             | 1          |
| 22     | Slowakei               | 1          |
| 22     | Tschechien             | 1          |
| 22     | Belarus                | 1          |
| Gesamt | Gesamt                 | 198        |

## Teilnehmer nach Teams

### Saxo Bank SunGard(Dänemark)
- Sportdirektor: Bradley McGee

| Nr.                 | Name                 | Nationalität        | Rang | Anmerkungen  |
| ------------------- | -------------------- | ------------------- | ---- | ------------ |
| 1                   | Alberto Contador     | Spanien             | 005. | : 19. Etappe |
| 2                   | Jesús Hernández      | Spanien             | 092. |              |
| 3                   | Daniel Navarro       | Spanien             | 062. |              |
| 4                   | Benjamín Noval       | Spanien             | 116. |              |
| 5                   | Richie Porte         | Australien          | 072. |              |
| 6                   | Chris Anker Sørensen | Dänemark            | 037. |              |
| 7                   | Nicki Sørensen       | Dänemark            | 095. |              |
| 8                   | Matteo Tosatto       | Italien             | 123. |              |
| 9                   | Brian Vandborg       | Dänemark            | 125. |              |
| Mannschaftswertung: | Mannschaftswertung:  | Mannschaftswertung: | 008. |              |

### Leopard Trek(Luxemburg)
- Sportdirektor: Kim Andersen

| Nr.                 | Name                | Nationalität        | Rang | Anmerkungen                                                                     |
| ------------------- | ------------------- | ------------------- | ---- | ------------------------------------------------------------------------------- |
| 11                  | Andy Schleck        | Luxemburg           | 002. | : 18. Etappe; : 19. Etappe; : 18. Etappe; Gewinner des Souvenir Henri Desgrange |
| 12                  | Fabian Cancellara   | Schweiz             | 119. |                                                                                 |
| 13                  | Jakob Fuglsang      | Dänemark            | 050. |                                                                                 |
| 14                  | Linus Gerdemann     | Deutschland         | 060. |                                                                                 |
| 15                  | Maxime Monfort      | Belgien             | 029. |                                                                                 |
| 16                  | Stuart O’Grady      | Australien          | 078. |                                                                                 |
| 17                  | Joost Posthuma      | Niederlande         | 108. |                                                                                 |
| 18                  | Fränk Schleck       | Luxemburg           | 003. |                                                                                 |
| 19                  | Jens Voigt          | Deutschland         | 067. |                                                                                 |
| Mannschaftswertung: | Mannschaftswertung: | Mannschaftswertung: | 002. | : 12., 14., 15. Etappe                                                          |

### Euskaltel-Euskadi(Spanien)
- Sportdirektor: Igor González de Galdeano

| Nr.                 | Name                | Nationalität        | Rang | Anmerkungen                                                                                |
| ------------------- | ------------------- | ------------------- | ---- | ------------------------------------------------------------------------------------------ |
| 21                  | Samuel Sánchez      | Spanien             | 006. | : 12. Etappe; : 12., 19. – 21. Etappe                                                      |
| 22                  | Gorka Izagirre      | Spanien             | 066. |                                                                                            |
| 23                  | Egoi Martínez       | Spanien             | 034. |                                                                                            |
| 24                  | Alan Pérez          | Spanien             | 094. |                                                                                            |
| 25                  | Rubén Pérez         | Spanien             | 075. | : 17. Etappe                                                                               |
| 26                  | Amets Txurruka      | Spanien             | –    | Aufgabe nach Sturz während der 9. Etappe                                                   |
| 27                  | Pablo Urtasun       | Spanien             | 149. |                                                                                            |
| 28                  | Iván Velasco        | Spanien             | –    | Nicht zur 6. Etappe angetreten: Folgen des Sturzes auf der 5. Etappe (Schlüsselbeinbruch). |
| 29                  | Gorka Verdugo       | Spanien             | 025. |                                                                                            |
| Mannschaftswertung: | Mannschaftswertung: | Mannschaftswertung: | 005. |                                                                                            |

### Omega Pharma-Lotto(Belgien)
- Sportdirektor: Herman Frison

| Nr.                 | Name                  | Nationalität        | Rang | Anmerkungen                                                                   |
| ------------------- | --------------------- | ------------------- | ---- | ----------------------------------------------------------------------------- |
| 31                  | Jurgen Van Den Broeck | Belgien             | –    | Aufgabe nach Sturz während der 9. Etappe (Schulterblattbruch)                 |
| 32                  | Philippe Gilbert      | Belgien             | 038. | : 1. Etappe; : 1. Etappe; : 1., 2., 5., 6., 8. – 10. Etappe; : 1. – 3. Etappe |
| 33                  | André Greipel         | Deutschland         | 156. | : 10. Etappe                                                                  |
| 34                  | Sebastian Lang        | Deutschland         | 113. |                                                                               |
| 35                  | Jürgen Roelandts      | Belgien             | 085. |                                                                               |
| 36                  | Marcel Sieberg        | Deutschland         | 141. |                                                                               |
| 37                  | Jurgen Van De Walle   | Belgien             | –    | Nicht zur 4. Etappe angetreten                                                |
| 38                  | Jelle Vanendert       | Belgien             | 020. | : 14. Etappe; : 14. – 18. Etappe                                              |
| 39                  | Frederik Willems      | Belgien             | –    | Aufgabe nach Sturz während der 9. Etappe                                      |
| Mannschaftswertung: | Mannschaftswertung:   | Mannschaftswertung: | 020. | : 1. Etappe                                                                   |

### Rabobank Cycling Team(Niederlande)
- Sportdirektor: Adri van Houwelingen

| Nr.                 | Name                | Nationalität        | Rang  | Anmerkungen                                      |
| ------------------- | ------------------- | ------------------- | ----- | ------------------------------------------------ |
| 41                  | Robert Gesink       | Niederlande         | 0033. | : 7. – 11. Etappe                                |
| 42                  | Carlos Barredo      | Spanien             | 035.  |                                                  |
| 43                  | Lars Boom           | Niederlande         | –     | Aufgabe während der 13. Etappe                   |
| 44                  | Juan Manuel Gárate  | Spanien             | –     | wegen Sturzfolgen nicht zur 9. Etappe angetreten |
| 45                  | Bauke Mollema       | Niederlande         | 070.  |                                                  |
| 46                  | Grischa Niermann    | Deutschland         | 071.  |                                                  |
| 47                  | Luis León Sánchez   | Spanien             | 057.  | : 9. Etappe                                      |
| 48                  | Laurens ten Dam     | Niederlande         | 058.  |                                                  |
| 49                  | Maarten Tjallingii  | Niederlande         | 099.  |                                                  |
| Mannschaftswertung: | Mannschaftswertung: | Mannschaftswertung: | 015.  |                                                  |

### Team Garmin-Cervélo(USA)
- Sportdirektor: Jonathan Vaughters

| Nr.                 | Name                 | Nationalität           | Rang | Anmerkungen                                                |
| ------------------- | -------------------- | ---------------------- | ---- | ---------------------------------------------------------- |
| 51                  | Thor Hushovd         | Norwegen               | 068. | : 13., 16. Etappe; : 2. – 8. Etappe                        |
| 52                  | Tom Danielson        | Vereinigte Staaten     | 009. |                                                            |
| 53                  | Julian Dean          | Neuseeland             | 145. |                                                            |
| 54                  | Tyler Farrar         | Vereinigte Staaten     | 159. | : 3. Etappe                                                |
| 55                  | Ryder Hesjedal       | Kanada                 | 018. |                                                            |
| 56                  | David Millar         | Vereinigtes Königreich | 076. |                                                            |
| 57                  | Ramūnas Navardauskas | Litauen                | 157. |                                                            |
| 58                  | Christian Vandevelde | Vereinigte Staaten     | 017. |                                                            |
| 59                  | David Zabriskie      | Vereinigte Staaten     | –    | Aufgabe nach Sturz während der 9. Etappe (Handgelenkbruch) |
| Mannschaftswertung: | Mannschaftswertung:  | Mannschaftswertung:    | 001. | : 2. Etappe; : 2. – 8., 13., 16. – 21. Etappe              |

### Pro Team Astana(Kasachstan)
- Sportdirektor: Alexander Shefer

| Nr.                 | Name                | Nationalität        | Rang | Anmerkungen                                                       |
| ------------------- | ------------------- | ------------------- | ---- | ----------------------------------------------------------------- |
| 61                  | Alexander Winokurow | Kasachstan          | –    | Aufgabe nach Sturz während der 9. Etappe (Oberschenkelhalsbruch). |
| 62                  | Rémy Di Gregorio    | Frankreich          | 039. |                                                                   |
| 63                  | Dmitri Fofonow      | Kasachstan          | 106. |                                                                   |
| 64                  | Andrij Hrywko       | Ukraine             | 144. |                                                                   |
| 65                  | Maxim Iglinski      | Kasachstan          | 105. |                                                                   |
| 66                  | Roman Kreuziger     | Tschechien          | 112. |                                                                   |
| 67                  | Paolo Tiralongo     | Italien             | –    | Aufgabe während der 17. Etappe                                    |
| 68                  | Tomas Vaitkus       | Litauen             | 140. |                                                                   |
| 69                  | Andrei Seiz         | Kasachstan          | 045. |                                                                   |
| Mannschaftswertung: | Mannschaftswertung: | Mannschaftswertung: | 019. |                                                                   |

### Team RadioShack(USA)
- Sportdirektor: Johan Bruyneel

| Nr.                 | Name                | Nationalität        | Rang | Anmerkungen                                                                            |
| ------------------- | ------------------- | ------------------- | ---- | -------------------------------------------------------------------------------------- |
| 71                  | Janez Brajkovič     | Slowenien           | –    | Aufgabe nach Sturz während der 5. Etappe                                               |
| 72                  | Christopher Horner  | Vereinigte Staaten  | –    | Nicht zur 8. Etappe angetreten                                                         |
| 73                  | Markel Irízar       | Spanien             | 084. |                                                                                        |
| 74                  | Andreas Klöden      | Deutschland         | –    | Aufgabe während der 13. Etappe (Folgen verschiedener Stürze, u. a. auf der 12. Etappe) |
| 75                  | Levi Leipheimer     | Vereinigte Staaten  | 032. |                                                                                        |
| 76                  | Dmitri Murawjow     | Kasachstan          | 129. |                                                                                        |
| 77                  | Sérgio Paulinho     | Portugal            | 081. |                                                                                        |
| 78                  | Jaroslaw Popowytsch | Ukraine             | –    | Nicht zur 10. Etappe angetreten (Fieber)                                               |
| 79                  | Haimar Zubeldia     | Spanien             | 016. |                                                                                        |
| Mannschaftswertung: | Mannschaftswertung: | Mannschaftswertung: | 011. |                                                                                        |

### Movistar Team(Spanien)
- Sportdirektor: Yvon Ledanois

| Nr.                 | Name                   | Nationalität        | Rang | Anmerkungen                                                  |
| ------------------- | ---------------------- | ------------------- | ---- | ------------------------------------------------------------ |
| 81                  | David Arroyo           | Spanien             | 036. |                                                              |
| 82                  | Andrey Amador          | Costa Rica          | 166. |                                                              |
| 83                  | Rui Costa              | Portugal            | 090. | : 8. Etappe                                                  |
| 84                  | Imanol Erviti          | Spanien             | 088. |                                                              |
| 85                  | José Iván Gutiérrez    | Spanien             | 102. | : 5. Etappe                                                  |
| 86                  | Beñat Intxausti        | Spanien             | –    | Aufgabe während der 8. Etappe                                |
| 87                  | Wassil Kiryjenka       | Belarus             | –    | Disqualifikation nach der 6. Etappe: Zeitlimit überschritten |
| 88                  | José Joaquín Rojas     | Spanien             | 080. | : 3., 4., 7. Etappe                                          |
| 89                  | Francisco José Ventoso | Spanien             | 139. |                                                              |
| Mannschaftswertung: | Mannschaftswertung:    | Mannschaftswertung: | 022. |                                                              |

### Liquigas-Cannondale(Italien)
- Sportdirektor: Stefano Zanatta

| Nr.                 | Name                 | Nationalität        | Rang | Anmerkungen |
| ------------------- | -------------------- | ------------------- | ---- | ----------- |
| 91                  | Ivan Basso           | Italien             | 008. |             |
| 92                  | Maciej Bodnar        | Polen               | 143. |             |
| 93                  | Kristijan Koren      | Slowenien           | 087. |             |
| 94                  | Paolo Longo Borghini | Italien             | 126. |             |
| 95                  | Daniel Oss           | Italien             | 100. |             |
| 96                  | Maciej Paterski      | Polen               | 069. |             |
| 97                  | Fabio Sabatini       | Italien             | 167. |             |
| 98                  | Sylwester Szmyd      | Polen               | 042. |             |
| 99                  | Alessandro Vanotti   | Italien             | 133. |             |
| Mannschaftswertung: | Mannschaftswertung:  | Mannschaftswertung: | 016. |             |

### ag2r La Mondiale(Frankreich)
- Sportdirektor: Vincent Lavenu

| Nr.                 | Name                   | Nationalität        | Rang | Anmerkungen                     |
| ------------------- | ---------------------- | ------------------- | ---- | ------------------------------- |
| 101                 | Nicolas Roche          | Irland              | 026. |                                 |
| 102                 | Maxime Bouet           | Frankreich          | 055. |                                 |
| 103                 | Hubert Dupont          | Frankreich          | 022. |                                 |
| 104                 | John Gadret            | Frankreich          | –    | Nicht zur 11. Etappe angetreten |
| 105                 | Sébastien Hinault      | Frankreich          | 111. |                                 |
| 106                 | Blel Kadri             | Frankreich          | 117. |                                 |
| 107                 | Sébastien Minard       | Frankreich          | 110. |                                 |
| 108                 | Jean-Christophe Péraud | Frankreich          | 010. |                                 |
| 109                 | Christophe Riblon      | Frankreich          | 051. |                                 |
| Mannschaftswertung: | Mannschaftswertung:    | Mannschaftswertung: | 003. |                                 |

### Sky ProCycling(UK)
- Sportdirektor: Sean Yates

| Nr.                 | Name                 | Nationalität           | Rang | Anmerkungen                              |
| ------------------- | -------------------- | ---------------------- | ---- | ---------------------------------------- |
| 111                 | Bradley Wiggins      | Vereinigtes Königreich | –    | Aufgabe nach Sturz während der 7. Etappe |
| 112                 | Juan Antonio Flecha  | Spanien                | 098. | : 9. Etappe                              |
| 113                 | Simon Gerrans        | Australien             | 096. |                                          |
| 114                 | Edvald Boasson Hagen | Norwegen               | 053. | : 6., 17. Etappe                         |
| 115                 | Christian Knees      | Deutschland            | 064. |                                          |
| 116                 | Ben Swift            | Vereinigtes Königreich | 137. |                                          |
| 117                 | Geraint Thomas       | Vereinigtes Königreich | 031. | : 1. – 6. Etappe; : 12. Etappe           |
| 118                 | Rigoberto Urán       | Kolumbien              | 024. | : 14. – 17. Etappe                       |
| 119                 | Xabier Zandio        | Spanien                | 048. |                                          |
| Mannschaftswertung: | Mannschaftswertung:  | Mannschaftswertung:    | 006. |                                          |

### Quickstep Cycling Team(Belgien)
- Sportdirektor: Wilfried Peeters

| Nr.                 | Name                | Nationalität        | Rang | Anmerkungen                                                                           |
| ------------------- | ------------------- | ------------------- | ---- | ------------------------------------------------------------------------------------- |
| 121                 | Sylvain Chavanel    | Frankreich          | 061. |                                                                                       |
| 122                 | Tom Boonen          | Belgien             | –    | Aufgabe während der 7. Etappe (Folgen des Sturzes auf der 5. Etappe)                  |
| 123                 | Gerald Ciolek       | Deutschland         | 150. |                                                                                       |
| 124                 | Kevin De Weert      | Belgien             | 013. |                                                                                       |
| 125                 | Dries Devenyns      | Belgien             | 046. |                                                                                       |
| 126                 | Addy Engels         | Niederlande         | 146. |                                                                                       |
| 127                 | Jérôme Pineau       | Frankreich          | 054. |                                                                                       |
| 128                 | Gert Steegmans      | Belgien             | –    | Nicht zur 13. Etappe angetreten: Folgen des Sturzes auf der 5. Etappe (Kahnbeinbruch) |
| 129                 | Niki Terpstra       | Niederlande         | 134. | : 15. Etappe                                                                          |
| Mannschaftswertung: | Mannschaftswertung: | Mannschaftswertung: | 012. |                                                                                       |

### FDJ(Frankreich)
- Sportdirektor: Thierry Bricaud

| Nr.                 | Name                | Nationalität        | Rang | Anmerkungen |
| ------------------- | ------------------- | ------------------- | ---- | --- |
| 131                 | Sandy Casar         | Frankreich          | 027. | : 14. Etappe |
| 132                 | William Bonnet      | Frankreich          | –    | Disqualifikation nach der 14. Etappe: Zeitlimit überschritten                                                           |
| 133                 | Mickaël Delage      | Frankreich          | 132. | : 3., 11. Etappe |
| 134                 | Arnold Jeannesson   | Frankreich          | 015. | : 12., 13. Etappe |
| 135                 | Gianni Meersman     | Belgien             | 077. | |
| 136                 | Rémi Pauriol        | Frankreich          | –    | Aufgabe während der 7. Etappe                                                                                           |
| 137                 | Anthony Roux        | Frankreich          | 101. | |
| 138                 | Jérémy Roy          | Frankreich          | 086. | : 13. Etappe; : 4., 13. Etappe; Gewinner des Souvenir Jacques Goddet; Sieger in der Wertung des kämpferischsten Fahrers |
| 139                 | Arthur Vichot       | Frankreich          | 104. | |
| Mannschaftswertung: | Mannschaftswertung: | Mannschaftswertung: | 009. | |

### BMC Racing Team(USA)
- Sportdirektor: John Lelangue

| Nr.                 | Name                | Nationalität        | Rang | Anmerkungen                                     |
| ------------------- | ------------------- | ------------------- | ---- | ----------------------------------------------- |
| 141                 | Cadel Evans         | Australien          | 1.   | : 4. Etappe; : 20., 21. Etappe; : 4., 5. Etappe |
| 142                 | Brent Bookwalter    | Vereinigte Staaten  | 114. |                                                 |
| 143                 | Marcus Burghardt    | Deutschland         | 164. |                                                 |
| 144                 | George Hincapie     | Vereinigte Staaten  | 056. |                                                 |
| 145                 | Amaël Moinard       | Frankreich          | 065. |                                                 |
| 146                 | Steve Morabito      | Schweiz             | 049. |                                                 |
| 147                 | Manuel Quinziato    | Italien             | 115. |                                                 |
| 148                 | Ivan Santaromita    | Italien             | 083. |                                                 |
| 149                 | Michael Schär       | Schweiz             | 013. |                                                 |
| Mannschaftswertung: | Mannschaftswertung: | Mannschaftswertung: | 014. |                                                 |

### Cofidis, le Crédit en Ligne(Frankreich)
- Sportdirektor: Didier Rous

| Nr.                 | Name                | Nationalität        | Rang | Anmerkungen  |
| ------------------- | ------------------- | ------------------- | ---- | ------------ |
| 151                 | Rein Taaramäe       | Estland             | 012. | : 18. Etappe |
| 152                 | Mickaël Buffaz      | Frankreich          | 131. |              |
| 153                 | Samuel Dumoulin     | Frankreich          | 162. |              |
| 154                 | Leonardo Duque      | Kolumbien           | 121. |              |
| 155                 | Julien El-Farès     | Frankreich          | 040. |              |
| 156                 | Tony Gallopin       | Frankreich          | 079. |              |
| 157                 | David Moncoutié     | Frankreich          | 041. |              |
| 158                 | Tristan Valentin    | Frankreich          | 118. |              |
| 159                 | Romain Zingle       | Belgien             | 152. |              |
| Mannschaftswertung: | Mannschaftswertung: | Mannschaftswertung: | 010. |              |

### Lampre-ISD(Italien)
- Sportdirektor: Orlando Maini

| Nr.                 | Name                 | Nationalität        | Rang | Anmerkungen                    |
| ------------------- | -------------------- | ------------------- | ---- | ------------------------------ |
| 161                 | Damiano Cunego       | Italien             | 007. |                                |
| 162                 | Leonardo Bertagnolli | Italien             | –    | Aufgabe während der 18. Etappe |
| 163                 | Grega Bole           | Slowenien           | 127. |                                |
| 164                 | Matteo Bono          | Italien             | 093. |                                |
| 165                 | Danilo Hondo         | Deutschland         | 109. |                                |
| 166                 | Denys Kostjuk        | Ukraine             | 153. |                                |
| 167                 | David Loosli         | Schweiz             | 059. |                                |
| 168                 | Adriano Malori       | Italien             | 091. | : 6. Etappe                    |
| 169                 | Alessandro Petacchi  | Italien             | 107. |                                |
| Mannschaftswertung: | Mannschaftswertung:  | Mannschaftswertung: | 018. |                                |

### HTC-Highroad(USA)
- Sportdirektor: Brian Holm

| Nr.                 | Name                | Nationalität           | Rang | Anmerkungen                                        |
| ------------------- | ------------------- | ---------------------- | ---- | -------------------------------------------------- |
| 171                 | Mark Cavendish      | Vereinigtes Königreich | 130. | : 5., 7., 11., 15., 21. Etappe; : 11. – 21. Etappe |
| 172                 | Lars Bak            | Dänemark               | 154. |                                                    |
| 173                 | Bernhard Eisel      | Österreich             | 161. |                                                    |
| 174                 | Matthew Goss        | Australien             | 142. |                                                    |
| 175                 | Tony Martin         | Deutschland            | 044. | : 20. Etappe                                       |
| 176                 | Danny Pate          | Vereinigte Staaten     | 165. |                                                    |
| 177                 | Mark Renshaw        | Australien             | 163. |                                                    |
| 178                 | Tejay van Garderen  | Vereinigte Staaten     | 082. | : 8. Etappe; : 8. Etappe                           |
| 179                 | Peter Velits        | Slowakei               | 019. |                                                    |
| Mannschaftswertung: | Mannschaftswertung: | Mannschaftswertung:    | 021. |                                                    |

### Team Europcar(Frankreich)
- Sportdirektor: Dominique Arnould

| Nr.                 | Name                | Nationalität        | Rang | Anmerkungen                      |
| ------------------- | ------------------- | ------------------- | ---- | -------------------------------- |
| 181                 | Thomas Voeckler     | Frankreich          | 004. | : 9. – 18. Etappe                |
| 182                 | Anthony Charteau    | Frankreich          | 052. |                                  |
| 183                 | Cyril Gautier       | Frankreich          | 043. |                                  |
| 184                 | Yohann Gène         | Frankreich          | 158. |                                  |
| 185                 | Vincent Jérôme      | Frankreich          | 155. |                                  |
| 186                 | Christophe Kern     | Frankreich          | –    | Aufgabe während der 5. Etappe    |
| 187                 | Perrig Quéméneur    | Frankreich          | 151. | : 1. Etappe                      |
| 188                 | Pierre Rolland      | Frankreich          | 011. | : 19. Etappe; : 19. – 21. Etappe |
| 189                 | Sébastien Turgot    | Frankreich          | 120. |                                  |
| Mannschaftswertung: | Mannschaftswertung: | Mannschaftswertung: | 004. | : 9. – 11. Etappe                |

### Katjuscha(Russland)
- Sportdirektor: Dmitri Konyschew

| Nr.                 | Name                 | Nationalität        | Rang | Anmerkungen                                                               |
| ------------------- | -------------------- | ------------------- | ---- | ------------------------------------------------------------------------- |
| 191                 | Wladimir Karpez      | Russland            | 028. |                                                                           |
| 192                 | Pawel Brutt          | Russland            | –    | Aufgabe nach Sturz während der 9. Etappe                                  |
| 193                 | Denis Galimsjanow    | Russland            | –    | Disqualifikation nach der 12. Etappe: Zeitlimit überschritten             |
| 194                 | Wladimir Gussew      | Russland            | 023. |                                                                           |
| 195                 | Michail Ignatjew     | Russland            | 147. | : 16. Etappe                                                              |
| 196                 | Wladimir Issaitschew | Russland            | –    | Aufgabe während der 13. Etappe                                            |
| 197                 | Alexander Kolobnew   | Russland            | –    | Nicht zur 10. Etappe angetreten wegen positiven Dopingbefunds am 11. Juli |
| 198                 | Jegor Silin          | Russland            | 073. |                                                                           |
| 199                 | Juri Trofimow        | Russland            | 030. |                                                                           |
| Mannschaftswertung: | Mannschaftswertung:  | Mannschaftswertung: | 007. |                                                                           |

### Vacansoleil-DCM(Niederlande)
- Sportdirektor: Hilaire van der Schueren

| Nr.                 | Name                | Nationalität        | Rang | Anmerkungen                                                   |
| ------------------- | ------------------- | ------------------- | ---- | ------------------------------------------------------------- |
| 201                 | Romain Feillu       | Frankreich          | –    | Nicht zur 12. Etappe angetreten                               |
| 202                 | Borut Božič         | Slowenien           | 136. |                                                               |
| 203                 | Thomas De Gendt     | Belgien             | 063. |                                                               |
| 204                 | Johnny Hoogerland   | Niederlande         | 074. | : 6., 7., 9. – 11. Etappe; : 9. Etappe                        |
| 205                 | Bjorn Leukemans     | Belgien             | –    | Disqualifikation nach der 19. Etappe: Zeitlimit überschritten |
| 206                 | Marco Marcato       | Italien             | 089. | : 10. Etappe                                                  |
| 207                 | Wouter Poels        | Niederlande         | –    | Aufgabe nach Sturz während der 9. Etappe                      |
| 208                 | Rob Ruygh           | Niederlande         | 021. |                                                               |
| 209                 | Lieuwe Westra       | Niederlande         | 128. |                                                               |
| Mannschaftswertung: | Mannschaftswertung: | Mannschaftswertung: | 013. |                                                               |

### Saur-Sojasun(Frankreich)
- Sportdirektor: Stéphane Heulot

| Nr.                 | Name                | Nationalität        | Rang | Anmerkungen |
| ------------------- | ------------------- | ------------------- | ---- | ----------- |
| 211                 | Jérôme Coppel       | Frankreich          | 014. |             |
| 212                 | Arnaud Coyot        | Frankreich          | 148. |             |
| 213                 | Anthony Delaplace   | Frankreich          | 135. |             |
| 214                 | Jimmy Engoulvent    | Frankreich          | 160. |             |
| 215                 | Jérémie Galland     | Frankreich          | 138. |             |
| 216                 | Jonathan Hivert     | Frankreich          | 097. |             |
| 217                 | Fabrice Jeandesboz  | Frankreich          | 124. |             |
| 218                 | Laurent Mangel      | Frankreich          | 122. |             |
| 219                 | Yannick Talabardon  | Frankreich          | 047. | : 7. Etappe |
| Mannschaftswertung: | Mannschaftswertung: | Mannschaftswertung: | 017. |             |